# چندل سرخ
چندل سرخ (نام علمی: Rhizophora mangle) یک درخت همیشه‌سبز با اندازه کوچک تا متوسط مقاوم به شوری است که محدود به اکوسیستم‌های ساحلی و مصبی در امتداد بخش‌های جنوبی آمریکای شمالی، دریای کارائیب و همچنین آمریکای مرکزی و مناطق گرمسیری غرب آفریقا است. "دانه‌های زنده‌زا " آن، که در واقع به آنها قطعه تکثیر می‌گویند، پیش از رها کردن درخت مادر به گیاهانی کاملاً بالغ تبدیل می‌شوند. اینها توسط آب پراکنده می‌شوند تا در نهایت در عمق کم قرار بگیرند.